# ویولا (مونتانا)
ویولا (به انگلیسی: Wyola) شهری در ایالت مونتانا کشور ایالات متحده آمریکا است که جمعیت آن در سرشماری سال ۲۰۱۰ میلادی، ۲۱۵ نفر بوده‌است.